# Въртоп (село)
Вижте пояснителната страница за други значения на Въртоп.
Въ̀ртоп е село в Северозападна България. То се намира в община Видин, област Видин.

## География
Село Въртоп е разположено над каньона на р. Арчар, на 3 км от път Е-79, София-Видин. От отбивката на този път при гара Срацимир до селото има асфалтов път.

## История
По време на колективизацията в селото е създадено Трудово кооперативно земеделско стопанство „Димитър Благоев“ по името на социалистическия активист Димитър Благоев.

## Население
Преброяване на населението през 2011 г.
Численост и дял на етническите групи според преброяването на населението през 2011 г.:
|                     | Численост | Дял (в %) |
| Общо                | 71        | 100,00    |
| Българи             | 70        | 98,59     |
| Турци               | 0         | 0,00      |
| Цигани              | 0         | 0,00      |
| Други               | 0         | 0,00      |
| Не се самоопределят | 0         | 0,00      |
| Неотговорили        | 0         | 0,00      |

## Културни и природни забележителности
В землището на село Въртоп се намират няколко пещери, които не са записани или картирани. Те са разположени във варовиковата скална маса, върху която се намира селото.
В местност край селото има запазен окопен комплекс от военното минало на региона.
Селото е захранено с много хубава и студена вода от много голям подземен извор Жидовец от който се е захранвала древната столица Рациария през римско време
За селото след събрани исторически и съвременни данни за жителите са написани няколко книги от д-р Костадин Костов-Дини, които е препоръчително да се прочетат.

## Редовни събития
Ежегодният събор в с. Въртоп се провежда на църковния празник Свети Дух.

## Други
Селото е подходящо за селски туризъм, лов и риболов и отдих през всички сезони.
В землището и горите около селото се срещат диви животни като дива свиня, сърна, заек, чакал, лисица и други.
Наименованията на местностите около селото са: Горановата градина, Врътляга, Смаилскии дол, Червеното вървище, Мъртвината, Луповец и други.